# هيكل (كنيسة)

مخطط لكنيسة صليب لاتينية كبيرة مع تسليط الضوء على الهيكل (تعريف صارم). وينتهي هذا المذبح بحرم نصف دائري في الحنية ويفصلة عن الجدران المنحنية إلى الشرق في المخططِ الممشى المسقوفُ

مخطط ذو التعريف الأوسع للهيكل

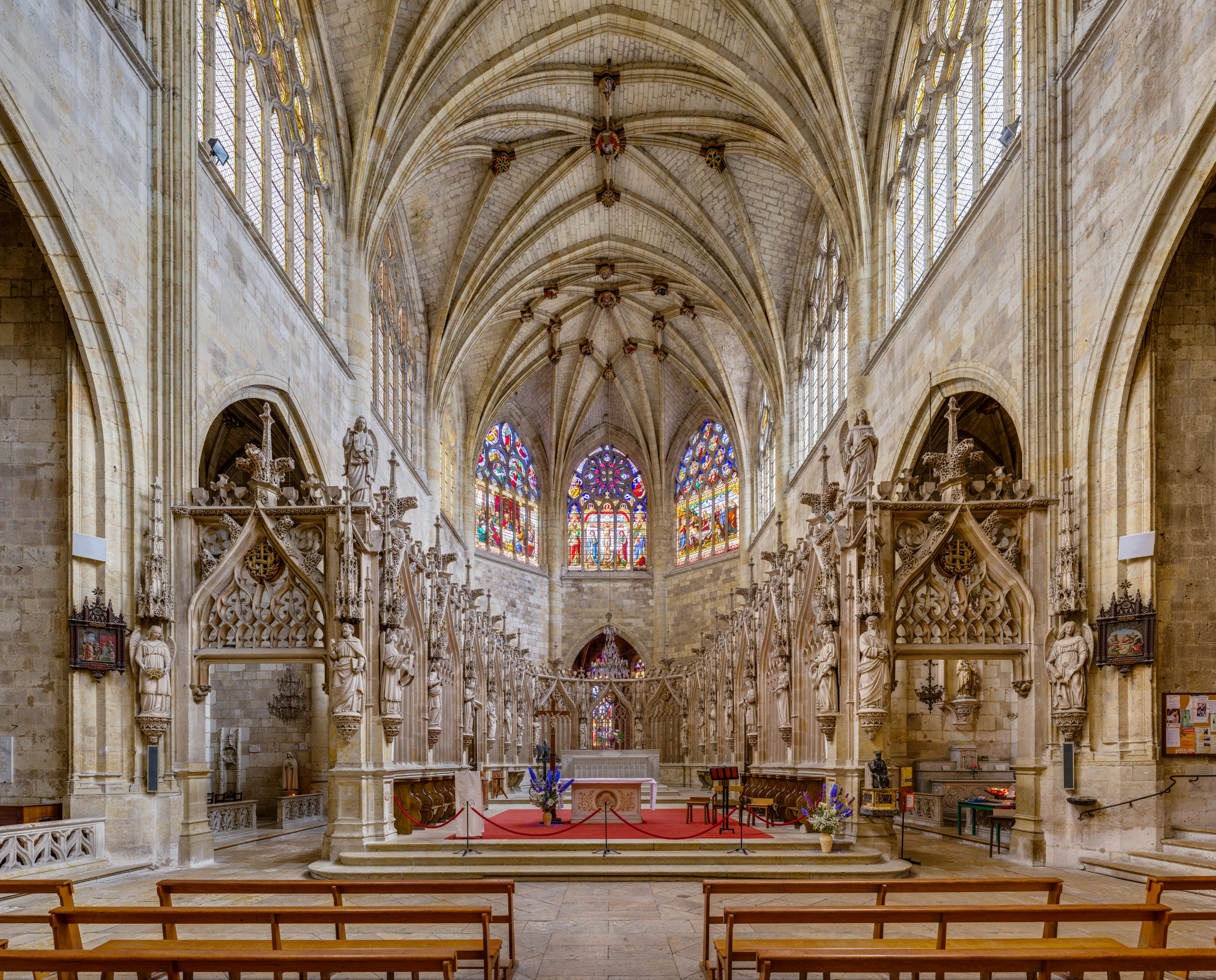
منظر من صحن هيكل كتدرائية كُندوم في فرنسا ذات مذبحين وممشى مسقوف، المذبح الحديث في الخورُس

الهيكل هو في عمارة الكنائس المساحة المحيطة بالمذبح متضمنة ذلك الخورس والحرم في الطرف الشرقي لمبنى الكنيسة المسيحية المعهودة. قد تنتهي في الحنية.